# Gerhard von Rad
Gerhard von Rad (ur. 21 października 1901 w Norymberdze, zm. 31 października 1971 w Heidelbergu) – niemiecki teolog luterański, starotestamentowiec.
Po odbyciu studiów teologicznych na Uniwersytecie w Erlangen i Uniwersytecie w Tybindze, w latach 1930–1934 pracował jako Privatdozent na Uniwersytecie w Lipsku. Od 1934 roku wykładał Stary Testament na Uniwersytecie w Jenie, w latach 1945–1949 na Uniwersytecie w Getyndze, a następnie, aż do przejścia na emeryturę, na Uniwersytecie w Heidelbergu. W 1963 odznaczony Pour le Mérite za Naukę i Sztukę.
Staraniem Gerharda von Rada było przywrócenie Starego Testamentu Kościołowi, ponowne ukazanie jego wartości, wbrew tzw. Niemieckim Chrześcijanom, domagającym się oczyszczenia niemieckiego protestantyzmu z elementów judaizmu.

## Publikacje (wybór)
- Das formgeschichtliche Problem des Hexateuchs (BWANT 26), Stuttgart 1938.
- Das erste Buch Mose: Genesis, T. I–III, Göttingen 1949/1952/1953.
- Theologie des Alten Testaments, T. I–II, München 1957/1967.
  - Tłumaczenie polskie: Teologia Starego Testamentu, Warszawa 1986.
- Das fünfte Buch Mose: Deuteronomium, Göttingen 1964.
- Weisheit in Israel, Neukirchener 1970.
- Gottes Wirken in Israel: Vorträge zum Alten Testament, Neukirchener 1974.